# Chloroclystis approximata
Chloroclystis approximata là một loài bướm đêm trong họ Geometridae.